# Carl Christoph Grischow
Carl Christoph Grischow (* 17. Februar 1793 in Stavenhagen; † 17. Dezember 1860 ebenda) war ein deutscher Apotheker.

## Leben
Carl Christoph Grischow war ein Sohn von Johann Christoph Grischow, dem Besitzer der Apotheke in Stavenhagen in Mecklenburg-Schwerin. Als fünfjähriger Knabe verlor er 1798 beide Eltern infolge einer zufälligen Vergiftung und wuchs danach bei seinem Onkel in Ivenack auf. Im Alter von 14 Jahren kam er 1807 beim Hofapotheker Krüger in Rostock in die Lehre. Nach Beendigung der vierjährigen Lehrzeit ging er 1811 nach Stralsund, wo er mit Auszeichnung in einer französischen Militärhospitalapotheke arbeitete. Nachdem er sich 1813 an der Universität Rostock dem Studium der Pharmazie gewidmet hatte, übernahm er 1814 die väterliche Apotheke in Stavenhagen, die bis zu diesem Zeitpunkt August Friedrich Herse 16 Jahre lang geführt hatte. Später wurde er Vormund von Fritz Reuter, mit dem er sich befreundete. 1848 war er Vorsitzender des Reformvereins in Stavenhagen sowie 1849–58 ebendort Stadtsprecher.
Grischow untersuchte Mineralquellen und ließ sich gelegentlich in den chemisch-pharmazeutischen Fachzeitschriften vernehmen, erwarb sich aber besonders einen Namen durch seine Schrift Physikalisch-chemische Untersuchungen über die Atmungen der Gewächse und deren Einfluss auf die gemeine Luft (Leipzig 1819). 1821 wurde er unter die Mitglieder der Leopoldina aufgenommen sowie 1822 Ehrenmitglied des norddeutschen Apothekervereins. Wegen seiner literarischen Verdienste erhielt er 1830 die Ehrendoktorwürde der philosophischen Fakultät der Universität Rostock.

## Werke (Auswahl)
- Beyträge zur chemischen Kenntniss des Pflanzenlebens. Erstes Stück. Physikalisch-chemische Untersuchungen über die Athmung der Gewächse und deren Einfluß auf die gemeine Luft. Johann Ambrosius  Barth, Leipzig 1819 (Digitalisat)